# Türkormanköy, Akyazı
Türkormanköy là một xã thuộc quận Akyazı, tỉnh Sakarya, Thổ Nhĩ Kỳ. Dân số thời điểm năm 2008 là 407 người.